# Саскачеванский железнодорожный музей
Саскачеванский железнодорожный музей (англ. Saskatchewan Railway Museum) — музей железнодорожного транспорта, расположенный к западу от города Саскатун, Саскачеван, Канада вблизи Шоссе 60. Открыт в 1990 году и находится под контролем Ассоциации истории железной дороги Саскачевана (англ. Saskatchewan Railroad Historical Association).

## Расположение
Территория музея занимает площадь в 7 акров (2,83 гектара), включает в себя 10 построек, в том числе станцию, ангар, пост блокировки, пост техобслуживания (англ. tool shed). Вниманию посетителей представлены экспонаты, связанные с Канадскими национальной, тихоокеанской, северной железными дорогами, а также с компанией Grand Trunk Railway, работавшей на территории Канады и США с 1852 по 1923 годы.

## Экспонаты

### Локомотивы
- S-3 канадских тихоокеанских железных дорог, построенный Монреальским локомотивным заводом в 1957 году по проекту, разработанному Американской локомотивной компанией. В период с 2001 по 2006 год находился на реставрации, в ходе которой был окрашен в оригинальные цвета. Позднее выставлен на всеобщее обозрение.
- Дизель-электровоз от General Electric, построенный в 1941 году. Использовался армией США и ВВС США, затем был приобретен компанией SaskPower для перевозок  на угольной электростанции A. L. Cole в Саскатуне. Позднее был списан и передан в собственность музея.

### Вагоны
- хопперы;
- цистерна[3] компании Cominco;
- четыре бокскара[англ.][3];
- три флэткара[англ.][3];
- киркелла, использовавшаяся до 1996 года[3];
- турные вагоны.

### Техника
- локомотивы с плужными снегоочистителями;
- автодрезины.

## Галерея

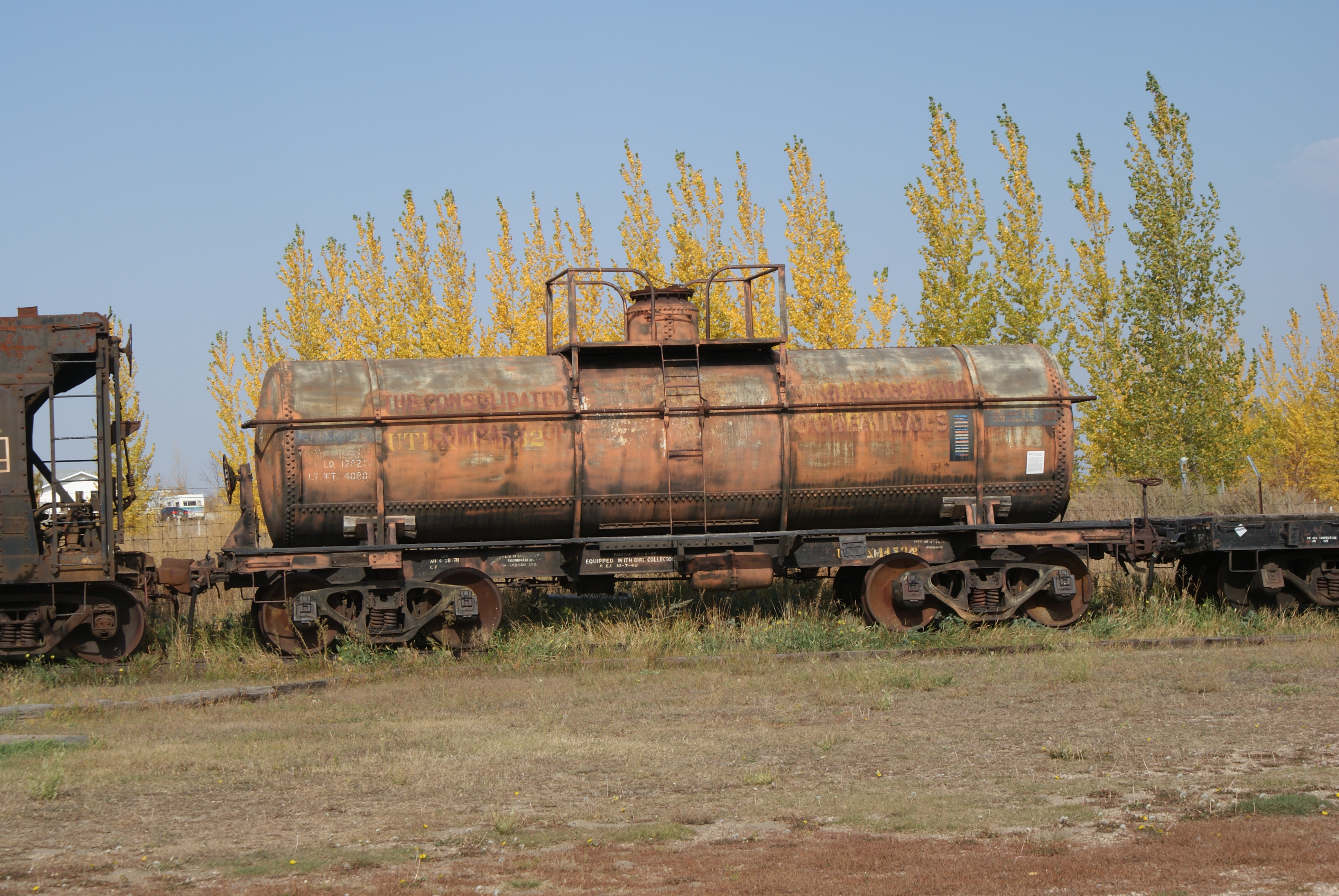
Цистерна Cominco
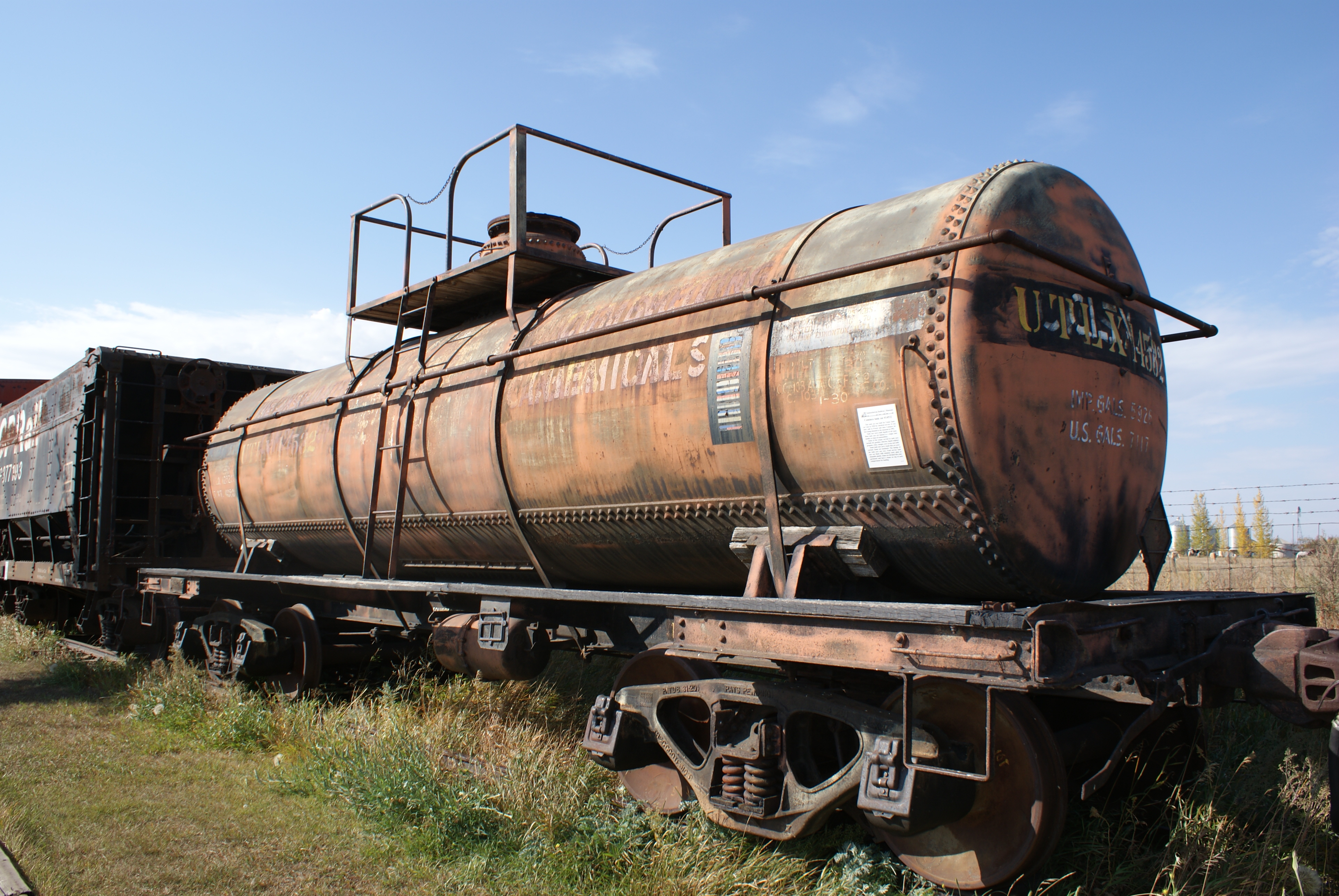
Цистерна Cominco
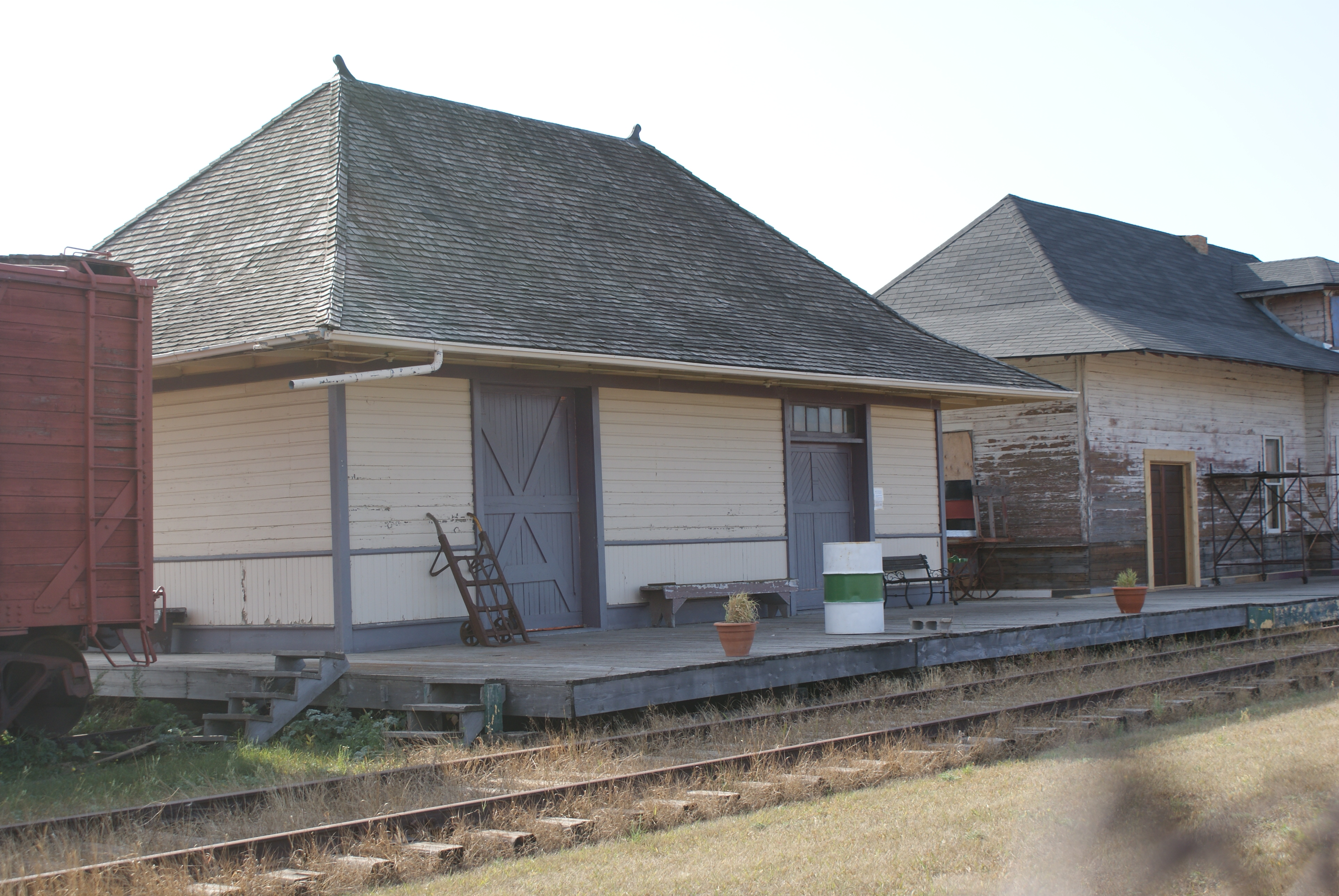
Пост техобслуживания
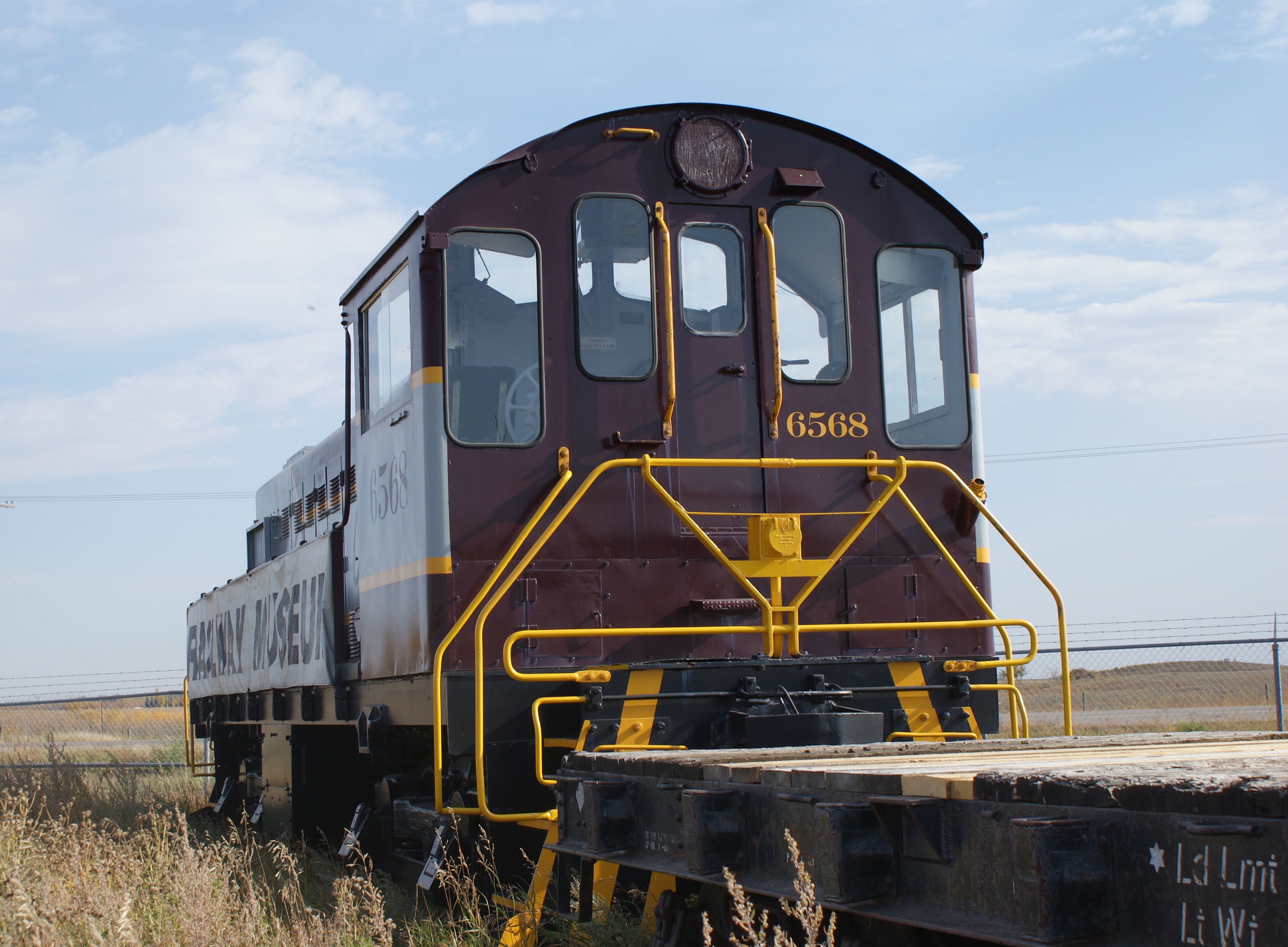
Локомотив S-3
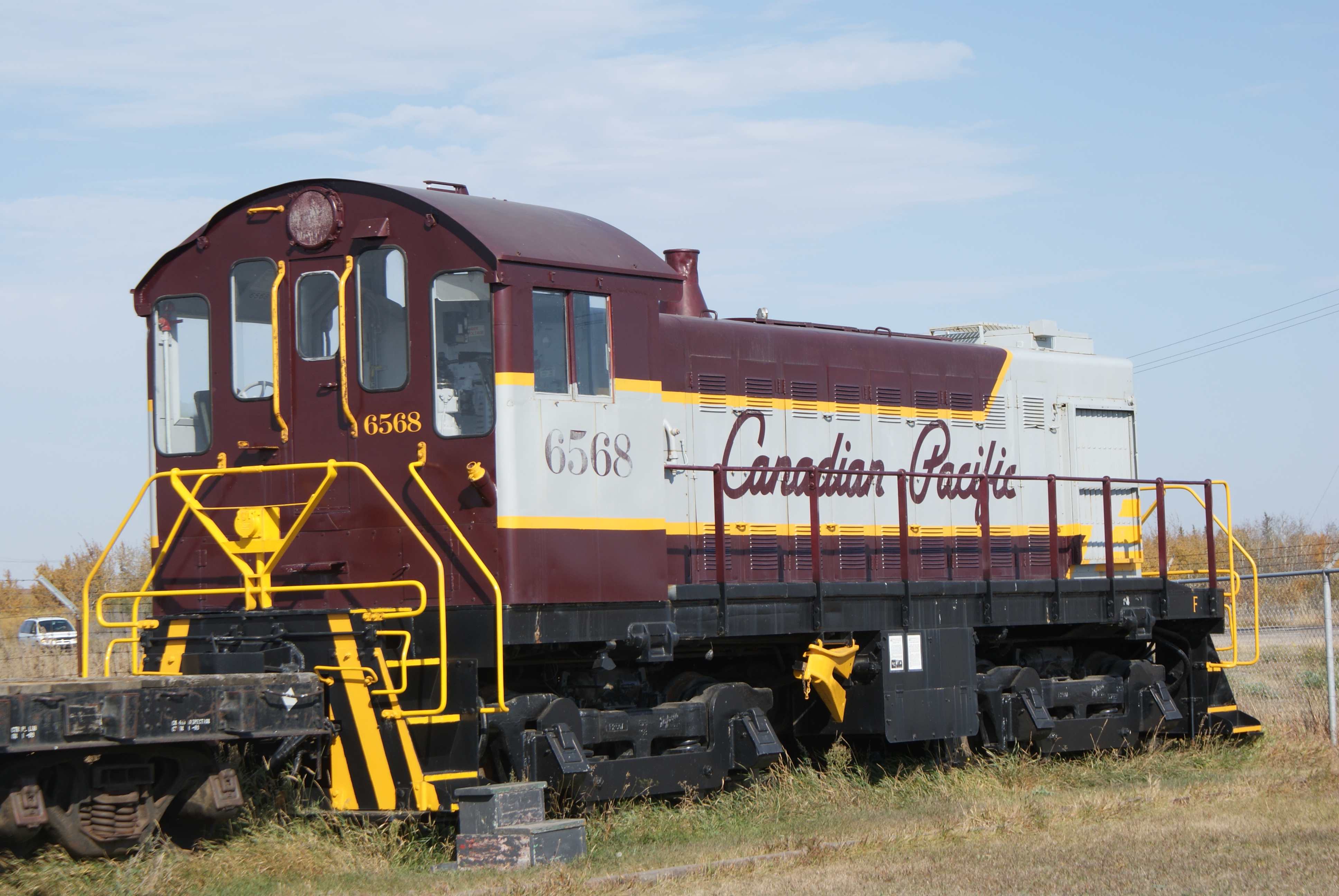
Локомотив S-3
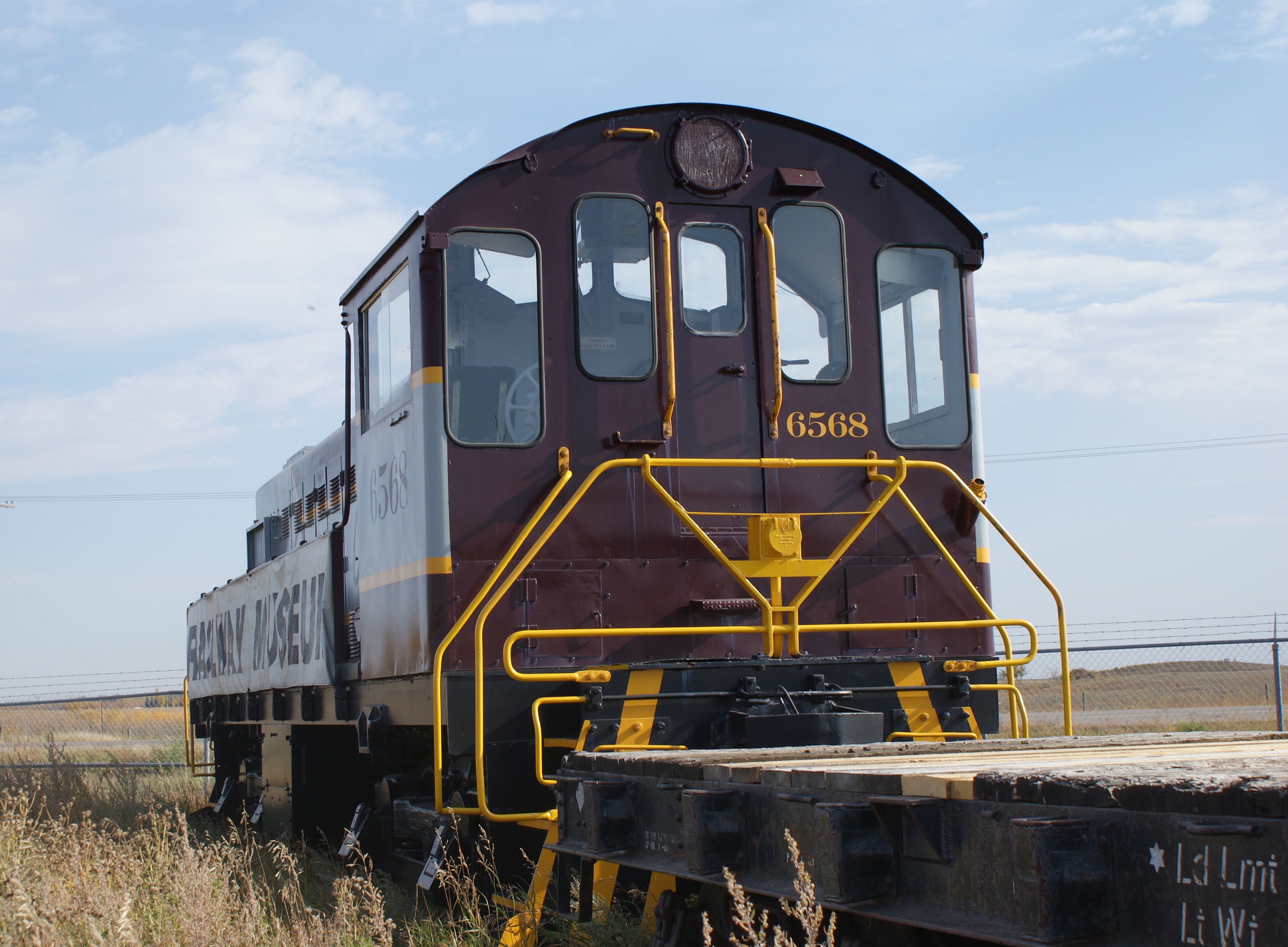
Локомотив S-3